# パークランド ケネディ暗殺、真実の4日間
『パークランド ケネディ暗殺、真実の4日間』（原題: Parkland）は、ピーター・ランデズマン監督によってアメリカ合衆国で製作された2013年の歴史映画である。ケネディ大統領暗殺事件の周囲で実際に起きていた4日間の出来事と、混沌とした状況が描かれている。
また、この映画は2007年に発売されたヴィンセント・ブリオシの書籍『Reclaiming History: The Assassination of President John F. Kennedy』に基づいている。
キャッチコピーは「あの事件に関わる、4人の証言者。歴史が変わる瞬間を、目撃せよ。」。

## あらすじ
1963年11月22日、テキサス州のダラスでアメリカ合衆国大統領ジョン・F・ケネディが暗殺される。パークランド記念病院の医師と看護師たちは大統領に対して懸命に蘇生の処置を行った。ダラスのシークレット・サービスの支局長であるフォレスト・ソレルズは、たまたまパレード中に8ｍｍフィルムで撮影していたアマチュア・カメラマンのエイブラハム・ザプルーダーに映像の引き渡しを求め、ザプルーダーはフィルムと共にマスコミに翻弄される身となった。
ダラス市警察とFBIは、暗殺犯を捜索中の警官を射殺したとされるリー・ハーヴェイ・オズワルドを大統領暗殺の容疑で逮捕する。逮捕の速報をラジオで聞きつけた兄のロバート・オズワルドは面会を許されるが、母親はリーが暗殺犯だと理解できず、息子はアメリカ政府に雇われた工作員だと叫び続けた。
翌日、拘置所へ移送される際にリーはジャック・ルビーによって銃撃された。リーの救命処置を行パークランド記念病院の医師たち。だが、リーは死亡した。FBIはマルクス主義者を名乗るリーを一年半もマークし、10日前には「家族に質問するな」との抗議文を受け取っていたが、担当の捜査官は上司の命令で、その文書を秘密裏に焼却した。大統領の国葬の日にリーは、郊外の寂れた墓地にひっそりと埋葬された。

## キャスト
括弧内は日本語吹き替え。
- ロバート・オズワルド - ジェームズ・バッジ・デール（玉木雅士）
- チャールズ・“ジム”・カリコ医師 - ザック・エフロン（小松史法）
- オスカー・ヒューバー神父 - ジャッキー・アール・ヘイリー
- マルコム・ペリー医師 - コリン・ハンクス（影平隆一）
- ゴードン・シャンクリンCIAダラス支局長 - デヴィッド・ハーバー
- ドリス・ネルソン看護師 - マーシャ・ゲイ・ハーデン
- ジェームズ・ホスティFBIダラス支局特別捜査官 - ロン・リヴィングストン
- リー・ハーヴェイ・オズワルド - ジェレミー・ストロング
- フォレスト・ソレルズ - ビリー・ボブ・ソーントン（山岸治雄）
- マーガレット・オズワルド(リー・ハーヴェイの母) - ジャッキー・ウィーヴァー（井上祐子）
- ロイ・ケラーマン(シークレットサービス) - トム・ウェリング
- エイブラハム・ザプルーダー - ポール・ジアマッティ（佐々健太）
- ポール・ミッケルソン外科医 - マット・バー
- エモリー・ロバーツ(シークレットサービス) - オースティン・ニコルズ
- ウィンストン・ローソン(シークレットサービス) - ジョナサン・ブレック
- ケネス・オドネル - マーク・デュプラス
- デヴィッド・パワーズ大統領特別補佐官 - ギル・ベロウズ
- ジョン・F・ケネディ - ブレット・スタイムリー
- ジャクリーン・ケネディ・オナシス - カット・ステフェンズ
- マルコム・キルダフ大統領報道官 - ブライアン・バット
- ルーファス・ヤングブラッド(シークレットサービス) - ニコ・エヴァーズ＝スウィンデル